# Torric Jebrin
Torric Jebrin (Accra, 14 gennaio 1991) è un calciatore ghanese, centrocampista svincolato.

## Carriera

### Club
Inizia la carriera in patria in prima divisione agli Hearts of Oak per poi trascorrere la stagione 2008-2009 nella prima divisione inglese al Portsmouth e la stagione 2009-2010 in prestito nella prima divisione belga allo Zulte Waregem, senza tuttavia giocare nessuna partita di campionato con entrambi questi club; tra il 2010 ed il 2011 gioca poi nuovamente in Ghana agli Hearts of Oak, mentre nella parte finale della stagione 2010-2011 ha segnato 2 reti in 8 presenze nella prima divisione turca con il Bucaspor, club con il quale nella stagione 2011-2012 ha invece realizzato una rete in 11 presenze in seconda divisione.
Nell'estate del 2012 è stato tesserato dal Trabzonspor, club della prima divisione turca, che l'ha lasciato in prestito per due anni (con complessive 43 presenze ed una rete) in seconda divisione al 1461 Trabzon, la sua squadra riserve; successivamente ha giocato in questa stessa categoria nuovamente al Bucaspor, giocandovi ulteriori 6 partite.
Negli anni seguenti ha giocato nella prima divisione egiziana con Ismaily, Al-Mokawloon ed Al-Masry (club con cui ha anche disputato 8 partite in Coppa della Confederazione CAF) e nella prima divisione saudita all'Al-Wahda, oltre che nella prima divisione della Repubblica Democratica del Congo con il TP Mazembe ed in quella nepalese con Friends Club e Chitwan.

### Nazionale
Nel 2019 ha ricevuto una convocazione in nazionale, senza tuttavia scendere in campo.

## Palmarès

### Club

#### Competizioni nazionali
- Campionato della Repubblica Democratica del Congo: 1

TP Mazembe: 2019-2020